# ممسحة أرجل

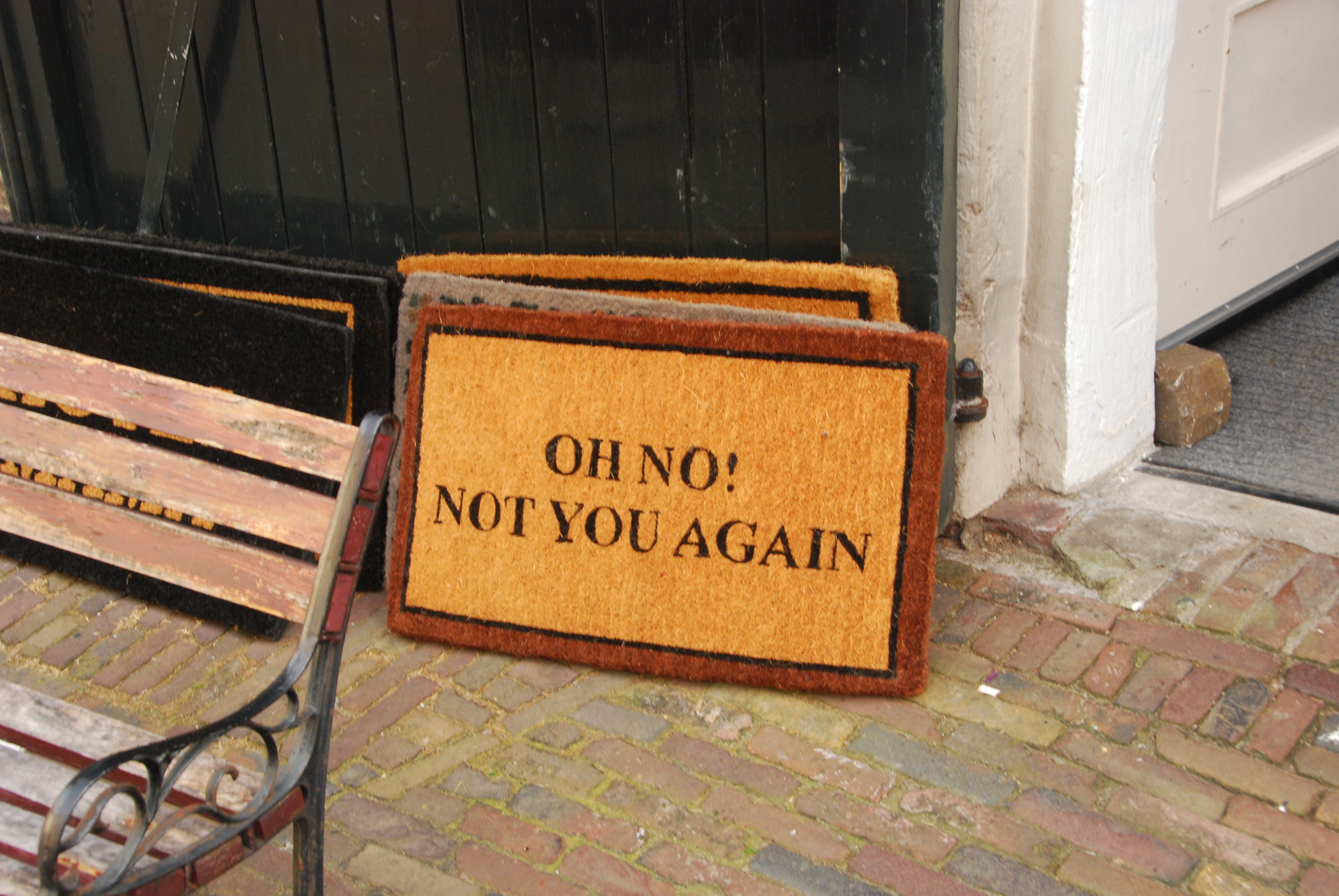
ممسحة أرجل كتب عليها رسالة

ممسحة الأرجل أو الدوَّاسة أو الدَّعَّاسة غطاء أرضي صلب يوضع على أرضية أو أي سطح مستوٍ آخر المداخل لتنظيف الأحذية قبل الدخول.